# Operation Mindcrime
Gli Operation Mindcrime sono un gruppo progressive metal statunitense, fondato nel 2012 dall'ex cantante dei Queensryche Geoff Tate, e prende il nome dall'omonimo album del 1988.

## Storia del gruppo
Tate è stato licenziato dai Queensrÿche nel 2012, poiché il suo rapporto con il resto della band si era deteriorato. La scissione ha causato una notevole discordia tra i fan, divisi tra chi sosteneva il cantante e chi invece riteneva che dovesse lasciare il gruppo.
Venne rimpiazzato da Todd La Torre, ex Crimson Glory il quale continuò ad eseguire dal vivo i brani incisi da Tate.
Alla fine del 2014, Tate ha iniziato a lavorare su un concept album. Progettato come una trilogia di album, che egli stesso ha descritto come uno dei suoi lavori più ambiziosi fino ad oggi. Nello stesso periodo, la band ha firmato un contratto con la Frontiers Records.
Il loro album di debutto, The Key, è stato pubblicato il 18 settembre 2015, e vede la collaborazione del bassista dei Megadeth David Ellefson.
l secondo album della trilogia, Resurrection, è stato pubblicato il 23 settembre 2016 e presenta le apparizioni come ospiti di Blaze Bayley e Tim "Ripper" Owens, tra gli altri.
Nel 2018 venne pubblicato l'album The New Reality: in seguito a ciò Geoff Tate ha dichiarato che si trattava dell'ultimo album della band.

## Formazione

### Attuale
- Geoff Tate – voce (2012–presente)
- Scott Moughton – chitarra (2015–presente)
- Kieran Robertson – chitarra (2018–presente)
- Bruno Sa – tastiera (2018–presente)
- Jack Ross – basso (2018–presente)
- Daniel LaVerde – batteria (2020–presente)

### Membri precedenti
- Robert Sarzo – chitarra (2012–2015)
- Rudy Sarzo – basso (2012–2015)
- Kelly Gray – chitarra (2012–2018)
- Randy Gane – tastiera (2012–2018)
- Simon Wright – batteria (2013–2018)
- John Moyer – basso (2015–2018)

## Discografia

### Album in studio
- 2015 – The Key
- 2016 – Resurrection
- 2018 – The New Reality